# Amaro Lanari
Amaro Lanari é um bairro do município brasileiro de Coronel Fabriciano, interior do estado de Minas Gerais. Localiza-se no distrito-sede, estando situado no Setor 3, no extremo leste do perímetro urbano municipal. Segundo o censo demográfico de 2022, realizado pelo Instituto Brasileiro de Geografia e Estatística (IBGE), sua população era de 6 629 habitantes e havia 2 523 domicílios particulares permanentes ocupados. Trata-se então do bairro mais populoso do município.
Ao contrário da maior parte da cidade, o Amaro Lanari é um bairro planejado e de relevo plano, com ruas retas e bem dispostas. Foi projetado pela Usiminas para abrigar classes mais baixas de trabalhadores e, por isso, encontra-se perto da cidade de Ipatinga, sede da fábrica. Seu nome é uma homenagem ao engenheiro argentino Amaro Lanari, pai do primeiro presidente da empresa Amaro Lanari Júnior.

## História

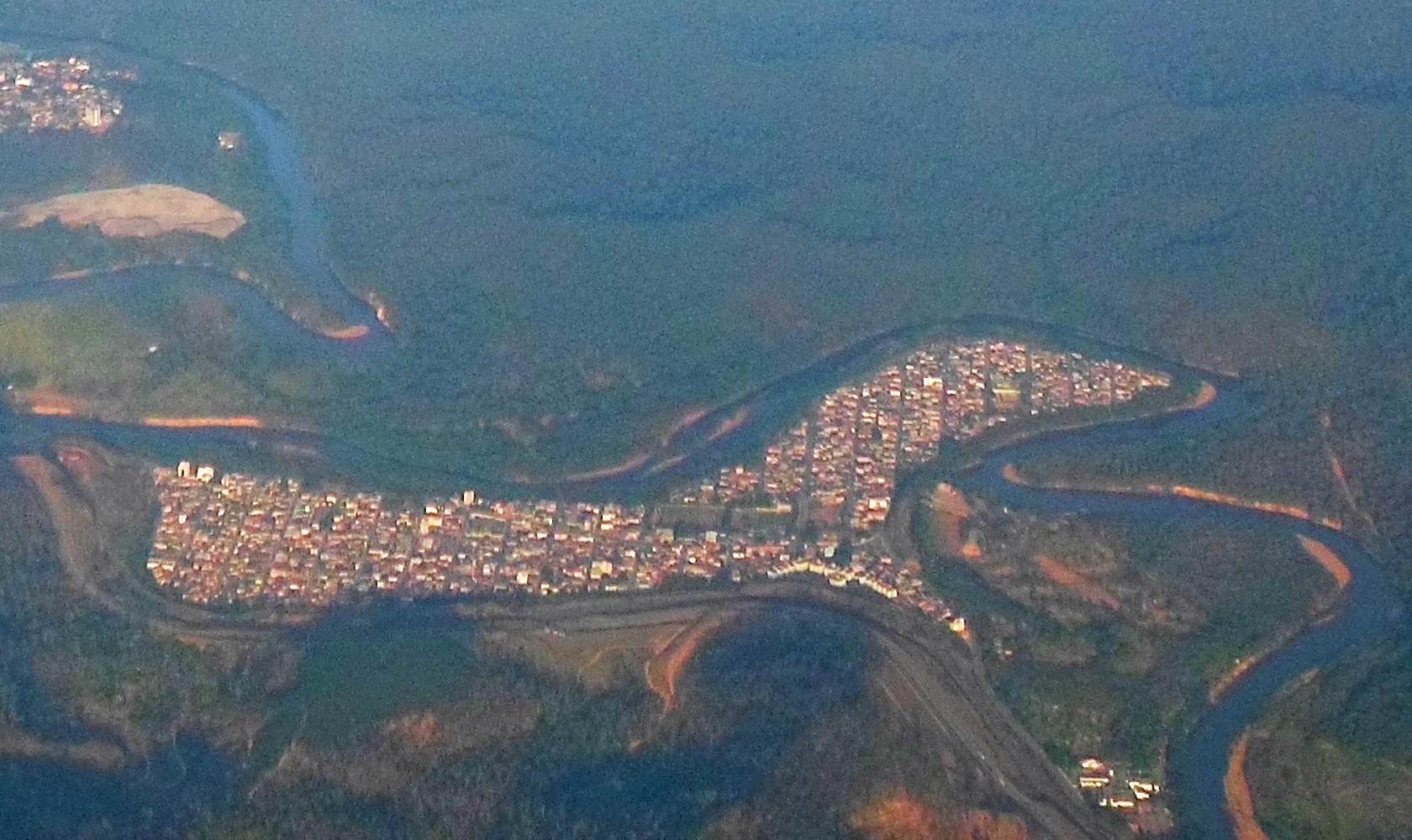
Vista aérea do Amaro Lanari em 2012

O projeto do bairro é datado de 1958, como parte do primeiro plano urbanístico da atual cidade de Ipatinga, então chamada de Vila Operária, projetado pelo arquiteto Raphael Hardy Filho e destinado aos trabalhadores da Usiminas. Isso explica sua localização próxima ao município vizinho de Ipatinga, estando situado a 2 km do bairro Horto, onde foi construído o primeiro dos alojamentos da empresa. O conjunto, que também foi um dos primeiros a ser construídos, era destinado às classes mais baixas de operários e estava dividido em dois: um lado denominava-se Maringá e o outro Candangolândia — uma referência aos "candangos", operários que trabalharam na construção de Brasília —, porém eles foram fundidos nos anos seguintes. O atual bairro é o resultado dessa fusão e continuou a pertencer a Coronel Fabriciano mesmo após a emancipação de Ipatinga em 1964.
O conjunto foi fundado com toda a infraestrutura necessária e o relevo plano favoreceu a construção de suas ruas predominantemente retas e bem dispostas, ao contrário da maioria dos demais bairros fabricianenses. Foi disposto entre o bairro Horto (em Ipatinga), o Parque Estadual do Rio Doce, a Estrada de Ferro Vitória a Minas (EFVM) e o rio Piracicaba, que era usado para banhos, apesar dos afogamentos que não eram incomuns devido às bruscas depressões. Mesmo pertencendo a Coronel Fabriciano, não possuía acesso ao Centro da cidade, apenas através da EFVM. Ainda na década de 1960 recebeu sua denominação atual, que é uma homenagem ao engenheiro argentino Amaro Lanari, pai do primeiro presidente da Usiminas Amaro Lanari Júnior.
O isolamento do restante de Fabriciano, que persistiu até a conclusão das obras de revitalização da ligação com o Centro fabricianense, levou o Amaro Lanari a ter uma forte influência de Ipatinga. A maior parte dos veículos do bairro foi emplacada em tal cidade, assim como a maior parte das residências tem números de telefone ipatinguenses. Antes da unificação do DDD da Região Metropolitana do Vale do Aço, isso levava à situação de ligações dentro de uma mesma cidade, de apenas cerca de 100 mil habitantes, estarem sujeitas a interurbano, quando fossem feitas do Amaro Lanari para outro bairro.

## Geografia e demografia

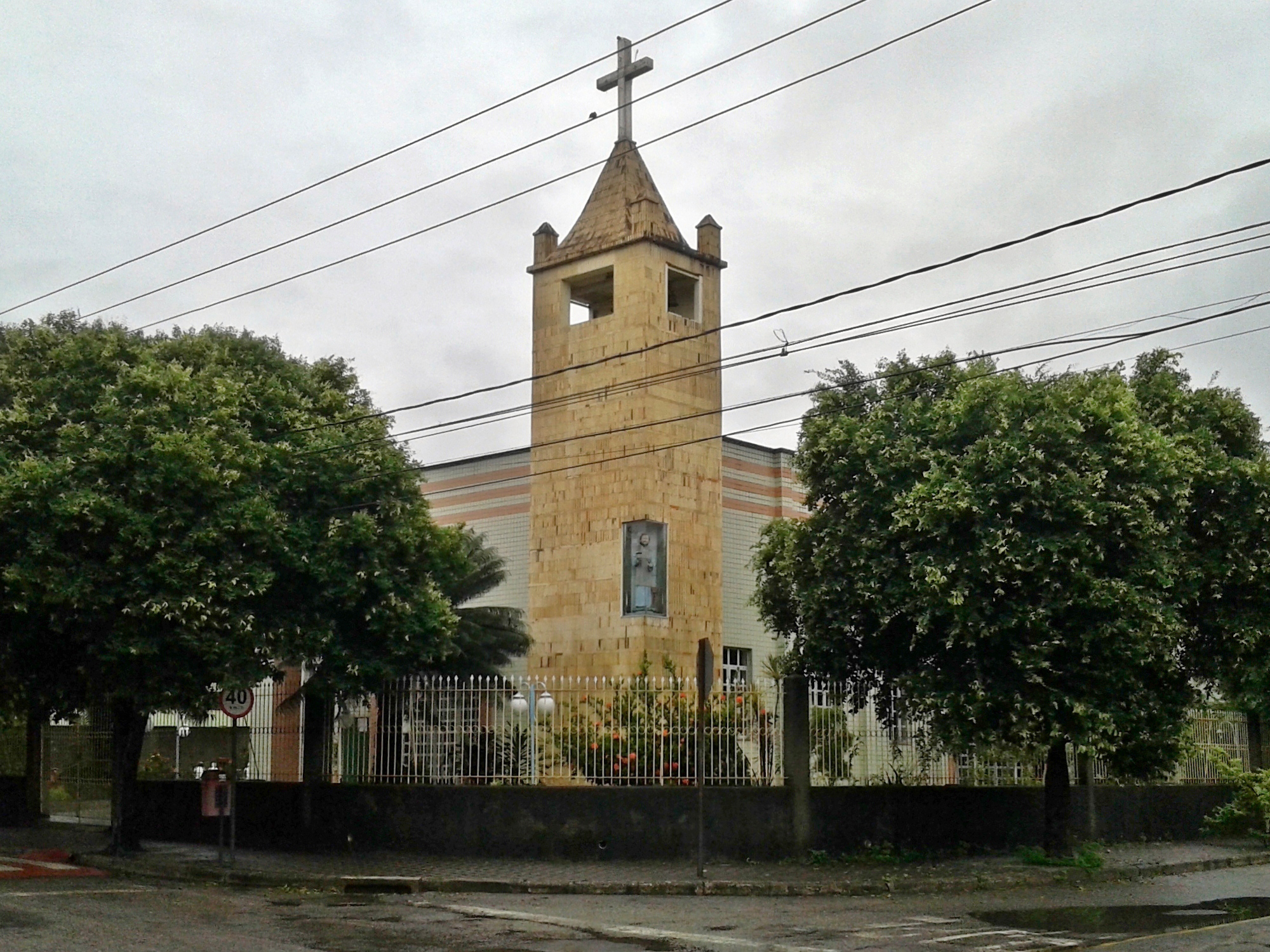
Igreja São José Operário

A altitude média do Amaro Lanari é de 224 metros, sendo banhado pelo rio Piracicaba, cujas cheias na estação das chuvas ocasionalmente afetam o bairro com enchentes nas áreas mais baixas. A localidade está situada sobre um dos principais aquíferos aluvionares da região, que é de onde é retirada parte da água fornecida à Região Metropolitana do Vale do Aço. É vizinho do Parque Estadual do Rio Doce (PERD) e abriga a sede do Pelotão da Polícia Ambiental, que é responsável pelo policiamento ambiental em outros 26 municípios da região.
Outra área de conservação que circunda a localidade é a chamada Mata do Morro da Usipa, que funciona como corredor ecológico entre o PERD e a zona rural de Ipatinga e Coronel Fabriciano. No entanto, essas reservas ambientais vêm sendo ameaçadas pelo desmatamento para construções imobiliárias, ampliação do perímetro urbano do bairro e substituição de áreas com mata nativa por monocultura do eucalipto.
Em 2022, a população foi estimada pelo Instituto Brasileiro de Geografia e Estatística (IBGE) em 6 629 habitantes e havia 2 523 domicílios particulares permanentes ocupados. Portanto, era o bairro mais populoso de Coronel Fabriciano, seguido pelo Morada do Vale (4 965 habitantes) e Santa Cruz (4 948 habitantes). Em 2010, havia 6 924 habitantes e 2 388 domicílios particulares. Com relação às práticas religiosas, a Igreja São José Operário representa a sede da comunidade católica local, que está subordinada à Paróquia Nossa Senhora da Esperança, de Ipatinga.

## Infraestrutura

Trecho da Avenida Brasília, principal via no interior do bairro.

Quatro escolas situam-se no bairro, todas pertencentes à rede pública estadual ou municipal: a Escola Estadual Intendente Câmara, a Escola Estadual Raulino Cotta Pacheco, a Creche Comunitária Pequeno Lar e o Centro Municipal de Educação Infantil Pastor Antônio Rosa. A E.E. Intendente Câmara passou por reformas entre 2012 e 2013, atendendo às séries iniciais do ensino fundamental (1º ao 5º ano). A E.E. Raulino Cotta Pacheco também passou por reformas entre 2012 e 2013, atendendo às séries finais do ensino fundamental (6º ao 9º ano) e ensino médio, além dos ensinos fundamental e médio do programa educação de jovens e adultos (EJA). O CEMEI Pastor Antônio Rosa atende a crianças da educação infantil. A Creche Comunitária Pequeno Lar também atende à educação infantil, porém em tempo integral, apesar de especular-se o fechamento da instituição.
Na área da saúde, o Amaro Lanari conta com uma unidade básica de saúde (UBS), que foi reformada e reestruturada no começo de 2013. O serviço de abastecimento de água é feito pela Companhia de Saneamento de Minas Gerais (Copasa), enquanto que o serviço de abastecimento de energia elétrica é de responsabilidade da Companhia Energética de Minas Gerais (Cemig), sendo que 100% da população possui acesso à rede elétrica. Situa-se no bairro a área de captação de água da Copasa, sendo de onde é extraída e tratada a água que abastece boa parte da região do Vale do Aço. O transporte coletivo é coberto pela Univale, empresa que interliga os municípios da Região Metropolitana do Vale do Aço e colar metropolitano. O bairro é atendido por duas linhas: Fabriciano–Amaro Lanari, que liga o núcleo residencial ao Centro de Coronel Fabriciano, e Ipatinga–Amaro Lanari, que liga o bairro ao Centro de Ipatinga.

## Cultura

Praça Dona Lia

Dois dos principais bares e restaurantes de Coronel Fabriciano situam-se no Amaro Lanari, sendo eles o Itaoca Refeições Coletivas e o Restaurante Rogério Grill, ambos participantes do Concurso Gastronômico Rota dos Sabores, que é realizado anualmente e visa a valorizar a culinária local. Recorrentemente há a realização de atividades de lazer voltadas à população organizadas por associações comunitárias em parceria com a prefeitura de Fabriciano na Praça Dona Lia, um dos principais espaços públicos do núcleo habitacional. Destacam-se, por exemplo, exposições de artesanato, barracas com comidas típicas, espetáculos musicais com artistas locais e áreas de recreação infantil com brinquedos e esportes.
Destacam-se também manifestações culturais, que, muitas vezes, são organizadas e mantidas pela Comunidade São José Operário ou nas escolas do Amaro Lanari. A Igreja Católica celebra anualmente, na Semana Santa e no feriado de Corpus Christi, procissões pelas ruas da localidade e missas em comemoração às ocasiões. No período do Natal também ocorre, desde 2004, a Cantata de Natal com as crianças da catequese, organizada pela comunidade com apoio da prefeitura. O Centro Municipal de Educação Infantil Pastor Antônio Rosa realiza anualmente, em junho ou julho, uma festa junina.